# University of Mines and Technology
De University of Mines and Technology (letterlijk: Universiteit van Mijnen en Technologie, afgekort: UMaT) is een instelling voor hoger onderwijs in Ghana. De hoofdcampus bevindt zich in Tarkwa, in de regio Western. De universiteit begon in 1952 als Tarkwa Technical Institute (TTI), maar is sinds 2004 een onafhankelijke universiteit. De studies die worden aangeboden, zijn gerelateerd aan mijnbouwkunde. De vice-rector van de universiteit is Prof. Jerry Samuel Yaw Kuma.
De universiteit komt voor in de rankings als de nummer 15 universiteit van Ghana, nummer 366 van Afrika en nummer 13892 van de wereld, en is lid van de Vereniging van Universiteiten van het Gemenebest, de Vereniging van Afrikaanse Universiteiten en de Internationale Vereniging van Universiteiten.

## Geschiedenis
Op 3 november 1952 werd de universiteit opgericht als Tarkwa Technical Institute (TTI), maar werd pas officieel erkend door gouverneur Sir Charles Noble Arden Clarke van de Goudkust op 7 oktober 1953. Vanaf 1961 kreeg de universiteit de naam Tarkwa School of Mines (TSM) en begon het werknemers op te leiden voor de mijnbouw en aanverwante industrie in Ghana. De locatie van TSM kwam heel goed uit, omdat Tarkwa in het hart van het Ghanese mijnbouwgebied ligt. In 1976 werd de school een faculteit van de Kwame Nkrumah University of Science and Technology (KNUST), waardoor het ook academische graden en diploma's uit kon gaan geven. Vanaf toen heette het KNUST School of Mines (KNUSTSM), Tarkwa. Deze faculteit werd samengevoegd met de Kumasi School of Mines onder de naam Institute of Mining and Mineral Engineering (IMME). In 1988 raadde een commissie voor het Ministerie van Onderwijs aan om het instituut door te ontwikkelen tot een universiteit. De universiteit kreeg in 2001 de status van University College aan de KNUST, als het Western University College of KNUST. Op 3 november 2004, om 11.35 uur precies, nam het parlement van Ghana een wet aan die ervoor zorgde dat het instituut daadwerkelijk een onafhankelijke universiteit zou worden. Deze wet werd van kracht op 12 november van datzelfde jaar, de dag waarop de universiteit onafhankelijk werd.

## Visie en missie
De visie van de universiteit is dat de universiteit een centrum van excellentie moet worden in Ghana en Afrika die professionals van wereldklasse opleidt op gebied van mijnbouw, techniek en aanverwante vakgebieden.
De UMaT heeft de volgende drie missies:
- Zorgen voor hoger onderwijs met speciale aandacht voor mijnbouw en aanverwante gebieden
- Bevorderen van kennis door actief onderzoek
- Leveren van professionele diensten aan de nationale en internationale gemeenschap

## Organisatie
De universiteit heeft twee faculteiten en één school:
- Faculteit Techniek
- Faculteit Delfstoffentechnologie
- School of Postgraduate Studies

## Campus
De campus van de UMaT is 1,39 vierkante kilometer groot en bevindt zich zo'n 2 kilometer ten zuiden van Tarkwa. Studenten verblijven in de Chamber of Mines Hall in het westen van de campus en de Gold Refinery Hall in het noorden van Tarkwa. Typische faciliteiten zoals een bibliotheek zijn aanwezig op de campus.

## Samenwerking
De University of Mines and Technology werkt samen met een aantal buitenlandse universiteiten, zoals:
- Pennsylvania State University, Verenigde Staten
- Montana Technology University, Verenigde Staten
- Missouri University of Science and Technology, Verenigde Staten
- Federal University of Technology Akure, Nigeria
- Universiteit van Ibadan, Nigeria
- University of Cuttington, Liberia
- Universiteit van Sierra Leone
- Universiteit van Madrid, Spanje
- Universiteit van Zuid-Australië
- Memorial University of Newfoundland, Canada

Ook wordt er samengewerkt met bedrijven en instituten, zoals:
- Nigerian Institute of Mining and Geosciences, Nigeria
- Maxam Company, Spain
- Shell Ghana Limited
- Japan Motors Ghana Ltd
- Metso Minerals
- Ghana Association of Small  Scale Minners